# 超臨界流体

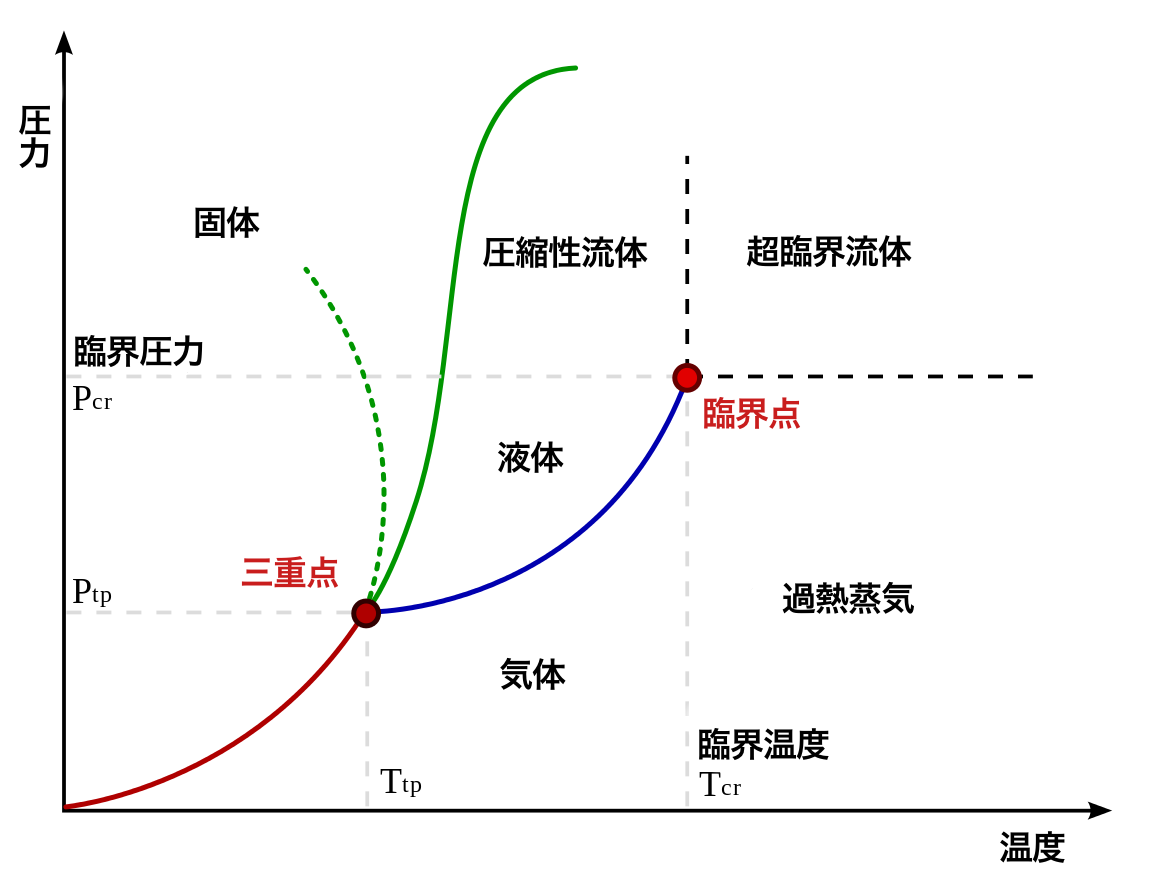

超臨界流体（ちょうりんかいりゅうたい、英: Supercritical fluid）とは、臨界点以上の温度・圧力下においた物質の状態のこと。物質は通常、気体、液体、固体の三態をとるが、一定以上の圧力と温度を加え、気体と液体の両方の性質を兼ね備えた超臨界流体になる。気体と液体の区別がつかない状態といわれ、気体の拡散性と、液体の溶解性を持つ。
なお、原子力工学における「臨界状態」とは異なる。
| 溶媒       | 分子量g/mol | 臨界温度K | 臨界圧力MPa (atm) | 密度g/cm3 |
| ---------- | ----------- | --------- | ----------------- | --------- |
| 二酸化炭素 | 44.01       | 304.1     | 7.38 (72.8)       | 0.469     |
| 水         | 18.02       | 647.3     | 22.12 (218.3)     | 0.348     |
| メタン     | 16.04       | 190.4     | 4.60 (45.4)       | 0.162     |
| エタン     | 30.07       | 305.3     | 4.87 (48.1)       | 0.203     |
| プロパン   | 44.09       | 369.8     | 4.25 (41.9)       | 0.217     |
| エチレン   | 28.05       | 282.4     | 5.04 (49.7)       | 0.215     |
| プロピレン | 42.08       | 364.9     | 4.60 (45.4)       | 0.232     |
| メタノール | 32.04       | 512.6     | 8.09 (79.8)       | 0.272     |
| エタノール | 46.07       | 513.9     | 6.14 (60.6)       | 0.276     |
| アセトン   | 58.08       | 508.1     | 4.70 (46.4)       | 0.278     |

## 用途
超臨界流体としてよく使用される物質は、水と二酸化炭素である。
超臨界流体の水は酸化力が極めて高いため、腐食しにくいといわれているハステロイや白金・イリジウム合金、さらに金やタンタルまでもが腐食する。安定な物質であるセルロースやダイオキシン、PCBも超臨界水中では分解可能である。酸化力が極めて高いがゆえに使いづらいケースも多く、その場合は亜臨界水を用いる。超臨界水の密度は室温の液体水（1g/cm3）の0.03～0.4倍程度であり、100℃、0.1MPaの水蒸気に比べて数十～数百倍大きい。粘性率は気体並みに低く、自己拡散係数は液体と気体の中間程度で、臨界水と亜臨界水は気体分子と同程度の大きな運動エネルギーを持ち、液体の1/10程度の密度を持つ活動的な流体といえる。150～350℃、0.5～25MPaの亜臨界水は大きな加水分解力を持つ高温高圧の液体水であり、亜臨界水や超臨界水は温度、圧力を制御することにより密度や溶解度等のマクロな物性から、流体分子の溶媒和構造等のミクロな物性・構造まで連続かつ大幅に制御が可能。亜臨界・超臨界水は誘電率やイオン積という反応場に大きな影響を与える要素の制御が容易で単一溶媒であり、尚且つ水溶性から非水溶性の特性を示し、イオン反応場からラジカル反応場までを提供することができる。
また、超臨界流体の二酸化炭素は、様々な物質をよく溶解する。目的物を溶解した超臨界二酸化炭素を臨界点以下にすると、二酸化炭素は気化するので、後には溶質のみが残る。気化した二酸化炭素は回収して再利用が可能である。実用としてコーヒーの脱カフェインやニンニクの臭気成分や機能性食品の有効成分の抽出などに使用されている。二酸化炭素は臨界温度が31℃と低いため、分子を破壊せずに活性を維持した状態で抽出する事ができる。
以上のように、超臨界流体を使用したプロセスは従来の重金属や強酸などの触媒を使ったプロセス、あるいは可燃性・毒性のある溶媒をこのプロセスに置き換えることで、環境に対する影響を低減させる特徴を持つ。また、ダイオキシンに代表される有害物質の分解にも使用可能である。そのため、グリーンサスティナブルケミストリーの視点から注目を集めている。ただし、高温高圧の条件が必須であるため、装置は高圧ガス保安法の適用を受ける場合が多い。また、溶解性や反応性が高いため、容器やシールの材質にも配慮が必要である。以上の理由から、超臨界流体関係装置の容積は必ずしも大きくない。
火力発電では、作動流体である水蒸気の圧力及び温度は、高ければ高いほど熱効率が高くなる。このため、ボイラーに貫流ボイラーを使用し、発生する蒸気の圧力・温度を水の臨界点以上に高めた超臨界流体が使われている。そのような発電技術を超臨界圧（Super Critical: SC）、又は超超臨界圧（Ultra Super Critical: USC）と呼び、1993年以降の日本の大型石炭火力発電所では採用されている。また、さらに高温高圧のA(Advanced) -USCの研究が進められている。
超臨界圧火力発電所は2018年時点、日本国内で100基以上が稼働している。この技術を原子炉に応用した超臨界圧軽水冷却炉が日本、カナダ、中華人民共和国、ヨーロッパで研究されている。
第二世代バイオ燃料の製造工程でセルロースを加水分解するために超臨界水の使用が研究される。バイオマスを亜臨界水・超臨界水を用いて資源化する開発・実用化は、日本が最も進んでいる。

経済産業省と東北大学、東京大学、九州大学は、地下深部の高温高圧で超臨界になっている地下水を利用した地熱発電の実用化を研究する。